# Semisejkai járás
A Semisejkai járás (oroszul Шемышейский район) Oroszország egyik járása a Penzai területen. Székhelye Semisejka.

## Népesség
- 1989-ben 22 714 lakosa volt.
- 2002-ben 19 063 lakosa volt, melynek 51,6%-a mordvin, 38,6%-a orosz, 8,4%-a tatár.
- 2010-ben 17 661 lakosa volt, melynek 45,3%-a mordvin, 42,9%-a orosz, 9,3%-a tatár.